# 남한강휴게소
남한강 휴게소는 경기도 양평군 강상면 병산리 269-3에 위치한 중부내륙고속도로의 창원방향 첫 고속도로 휴게소이자 양평방향 마지막 고속도로 휴게소이다. 남양평 나들목 인근에 있으며, 양방향 모두 휴게소가 통합형으로 존재한다. 2015년 10월 2일 남양평 나들목과 함께 착공되었으며 2024년 5월 2일 개장하였다. 남양평 나들목 구조상 창원방향 진출입로와 양평방향 진입로와 연결되어 있어 창원방향의 경우 남양평 나들목 진출입 시 창원방향 진출입로에 설치된 로터리를 통해 바로 진입할 수 있고, 양평방향의 경우 고속도로에서 진입할 수 있을 뿐만 아니라 남양평 나들목에서 양평방향 진입 시 바로 진입할 수 있을 계획이다. 계획 당시 가칭은 양평휴게소였으며, 광주원주고속도로의 양평휴게소와는 무관하다.

## 전후
창원 방향
- 북여주 나들목 ← 남양평 나들목·남한강휴게소 ← 양평 나들목
- 서여주휴게소 ← 남양평 나들목·남한강휴게소 ← 고속도로 종점

양평 방향
- 북여주 나들목 → 남양평 나들목·남한강휴게소 → 양평 나들목
- 서여주휴게소 → 남양평 나들목·남한강휴게소 → 고속도로 종점

## 같이 보기
- 남양평 나들목